# 洗马庄汉墓群
洗马庄汉墓群，位于山西省大同市广灵县广灵县城西2.5公里千福山南麓，是中华人民共和国山西省文物保护单位之一。
1986年8月18日，授予山西省文物保护单位，是一座古墓葬。